# Valbondione
Valbondione est une commune italienne de la province de Bergame, dans la région Lombardie.

## Monuments et lieux d'intérêt

### Sentier de l'Orobie

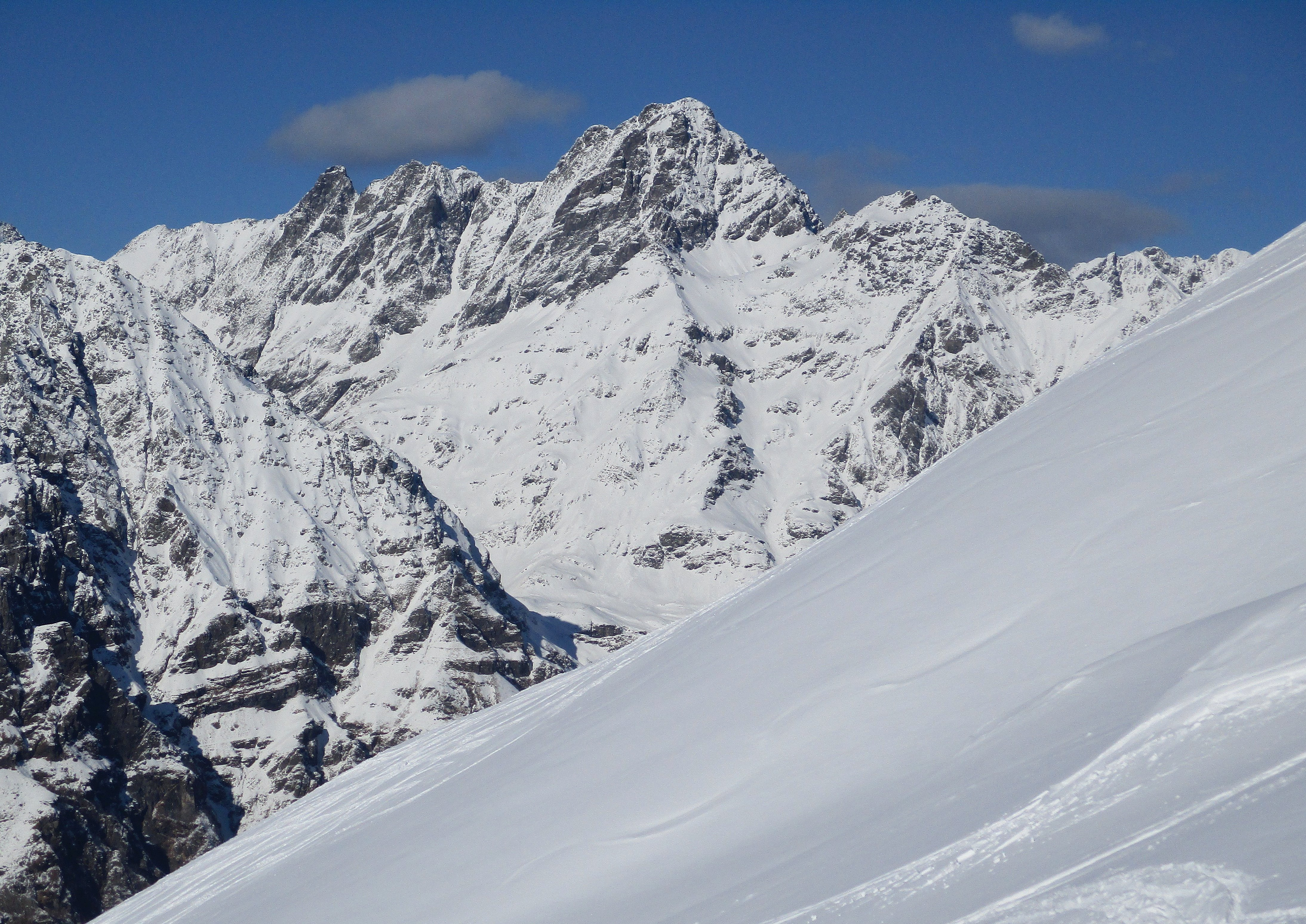
Le Pizzo di Coca, point culminant des Alpes bergamasques.

La région offre de nombreuses randonnées grâce à un grand réseau de sentiers d'excursion. Parmi ceux-ci, il faut mentionner le Sentier de l'Orobie, un sentier qui traverse le territoire de la commune et qui passe à quatre refuges alpins : le refuge Baroni al Brunone, le refuge Merelli al Coca , le refuge Antonio Curò et le UEB-Consoli. En dehors de cet itinéraire très populaire, il y a aussi le refuge Barbellino, près du lac éponyme. Tous peuvent être considérés comme des points d'arrivée ou une base pour des excursions plus exigeantes sur les innombrables sommets présents.
Parmi les autres sentiers, on peut mentionner le sentier naturaliste Antonio Curò, reliant le refuge Antonio Curò au passo del Vivione, dans la Valle di Scalve, à travers des zones où la faune est riche (chamois, bouquetins, marmottes et mouflons) ainsi que la flore (genepi, edelweiss, gentianes et chardons).

### Cascades du Serio
Toujours dans le secteur du tourisme, les cascades du Serio ont un impact important. Celles-ci se développent à partir du lac de Barbellino, où la centrale d'ENEL libère de l'eau cinq fois par an (toujours en période estivale). La hauteur de chute totale est de 315 mètres.
Un spectacle auquel chaque fois des milliers de personnes assistent. Intéressants sont également d’autres petits sauts d’eau, tels que celui du torrent de Bondione en aval de Lizzola, ceux des vallées de Coca et de Fuga, ainsi que le "Gorgo del Cane" et le "Gorgo dei Fondi" , créés par un saut de Sérieux entre Maslana et Beltrame.

### Église de San Lorenzo
L'église paroissiale dédiée à San Lorenzo mérite également d'être mentionnée. Construite au XIVe siècle, mais complètement reconstruite au XVIIe, elle abrite des peintures de grande valeur, notamment une Vierge à l'Enfant et aux Saints Sebastiano, Lorenzo et Rocco et une Vierge à l'Enfant San Domenico et Santa Caterina par Domenico Carpinoni.
Les églises paroissiales de Fiumenero, dédiées à Sant'Antonio Abate, et de Lizzola, du nom de San Bernardino da Siena, possèdent également des œuvres de Carpinoni et Albrici respectivement.

## Administration
| Période         | Période         | Identité          | Étiquette     | Qualité     |
| --------------- | --------------- | ----------------- | ------------- | ----------- |
| 27 avril 1997   | 13 mai 2001     | Sergio Piffari    |               | Maire       |
| 14 mai 2001     | 29 mai 2006     | Duilio Albricci   |               | Maire       |
| 30 mai 2006     | 15 mai 2011     | Benvenuto Morandi | Liste civique | Maire       |
| 16 mai 2011     | 4 décembre 2013 | Benvenuto Morandi | Liste civique | Maire       |
| 6 décembre 2013 | 25 mai 2014     | Patrizia Savarese |               | Commissaire |
| 25 mai 2014     | En cours        | Sonia Simoncelli  |               | Maire       |

### Hameaux
Fiumenero, Lizzola Alta, Lizzola Bassa, Bondione, Maslana, Gavazzo, Dossi

### Communes limitrophes
Carona, Gandellino, Gromo, Piateda, Ponte in Valtellina, Teglio, Vilminore di Scalve.